# Fundacja Instytut Wydawniczy „Książka i Prasa”
Fundacja Instytut Wydawniczy „Książka i Prasa”, IW KiP – fundacja wydawnicza założona w 1990.

## Historia i działalność
IW KiP powstała w 1990, a jej założycielem jest Andrzej-Piotr Studziński, natomiast dyrektorem Instytutu – Stefan Zgliczyński. Jak sama fundacja pisze, jej celem jest „promocja wybitnych prac z zakresu nauk społecznych i humanistycznych, zarówno polskich, jak i zagranicznych autorów. Obecnie wydajemy czasopisma Le Monde diplomatique. Edycja polska, Bez dogmatu oraz książki naukowe, upowszechniające wiedzę, a także przekłady z obszaru nauk humanistycznych i społecznych”. Natomiast w statucie organizacja określa swoje cele jako „podejmowanie i wspieranie inicjatyw wydawniczych służących propagowaniu idei demokracji, walki narodowowyzwoleńczej, sprawiedliwości społecznej oraz podstawowych praw człowieka: wolności osobistych, wolności sumienia i światopoglądu, równouprawnienia kobiet”.
Prezesem Fundacji od momentu jej powstania jest Andrzej Piotr Studziński, a dyrektorem wydawnictwa od 1997 jest Stefan Zgliczyński. Z wydawnictwem związani są: Zbigniew Marcin Kowalewski (redaktor naczelny czasopisma „Rewolucja” oraz zastępca redaktora naczelnego „Le Monde diplomatique”), Przemysław Wielgosz (redaktor naczelny „Le Monde diplomatique”), Andrzej Dominiczak (redaktor naczelny serii „Prometeusz”) oraz Anna Lewandowska (redaktor techniczny i graficzny).
Od 2003 Fundacja Instytut Wydawniczy „Książka i Prasa” współpracuje z Fundacją Analizy Społecznej i Edukacji Politycznej im. Róży Luksemburg.

### Wydawnictwa
IW KiP wydaje czasopisma: polską edycję miesięcznika „Le Monde diplomatique” oraz „Bez Dogmatu”. Wydawnictwo publikowało także „Nowy Tygodnik Popularny”, „Rewolucje” (do 2006 ukazały się 4 numery), czasopismo „Lewą Nogą” (do 2005 ukazało się 17 numerów) oraz efemerydy takie jak „Kontrpropozycja”, „Walka Trwa”, „Lewizna”. Fundacja wydaje także książki oraz trzy serie: „Biblioteka Le Monde diplomatique”, „Biblioteka Bez Dogmatu” oraz „Biblioteka Prometeusz”.